# Юнацька збірна Португалії з футболу (U-20)
Юнацька збірна Португалії з футболу (U-20) — національна футбольна збірна Португалії, що складається із гравців віком до 20 років. Керівництво командою здійснює Португальська футбольна федерація.
Команда скликається для участі у Молодіжному чемпіонаті світу, якщо відповідну кваліфікацію долає юнацька збірна U-19, а також може брати участь у товариських і регіональних змаганнях.

## Виступи на міжнародних турнірах

### Чемпіонат світу U-20
| Рік    | Раунд                  | Місце                  | І                      | В                      | Н                      | П                      | Г+                     | Г-                     | РГ                     |
| ------ | ---------------------- | ---------------------- | ---------------------- | ---------------------- | ---------------------- | ---------------------- | ---------------------- | ---------------------- | ---------------------- |
| 1977   | відмовилися від участі | відмовилися від участі | відмовилися від участі | відмовилися від участі | відмовилися від участі | відмовилися від участі | відмовилися від участі | відмовилися від участі | відмовилися від участі |
| 1979   | чвертьфінали           | 7-е                    | 4                      | 1                      | 1                      | 2                      | 2                      | 4                      | -2                     |
| 1981   | не кваліфікувалася     | не кваліфікувалася     | не кваліфікувалася     | не кваліфікувалася     | не кваліфікувалася     | не кваліфікувалася     | не кваліфікувалася     | не кваліфікувалася     | не кваліфікувалася     |
| 1983   | не кваліфікувалася     | не кваліфікувалася     | не кваліфікувалася     | не кваліфікувалася     | не кваліфікувалася     | не кваліфікувалася     | не кваліфікувалася     | не кваліфікувалася     | не кваліфікувалася     |
| 1985   | не кваліфікувалася     | не кваліфікувалася     | не кваліфікувалася     | не кваліфікувалася     | не кваліфікувалася     | не кваліфікувалася     | не кваліфікувалася     | не кваліфікувалася     | не кваліфікувалася     |
| 1987   | не кваліфікувалася     | не кваліфікувалася     | не кваліфікувалася     | не кваліфікувалася     | не кваліфікувалася     | не кваліфікувалася     | не кваліфікувалася     | не кваліфікувалася     | не кваліфікувалася     |
| 1989   | чемпіон                | 1-е                    | 6                      | 5                      | 0                      | 1                      | 6                      | 3                      | +3                     |
| 1991   | чемпіон                | 1-е                    | 6                      | 5                      | 1                      | 0                      | 9                      | 1                      | +8                     |
| 1993   | груповий етап          | 16-е                   | 3                      | 0                      | 0                      | 3                      | 1                      | 5                      | -4                     |
| 1995   | третє місце            | 3-є                    | 6                      | 5                      | 0                      | 1                      | 12                     | 6                      | +6                     |
| 1997   | не кваліфікувалася     | не кваліфікувалася     | не кваліфікувалася     | не кваліфікувалася     | не кваліфікувалася     | не кваліфікувалася     | не кваліфікувалася     | не кваліфікувалася     | не кваліфікувалася     |
| 1999   | 1/8 фіналу             | 13-е                   | 4                      | 1                      | 2                      | 1                      | 5                      | 4                      | +1                     |
| 2001   | не кваліфікувалася     | не кваліфікувалася     | не кваліфікувалася     | не кваліфікувалася     | не кваліфікувалася     | не кваліфікувалася     | не кваліфікувалася     | не кваліфікувалася     | не кваліфікувалася     |
| 2003   | не кваліфікувалася     | не кваліфікувалася     | не кваліфікувалася     | не кваліфікувалася     | не кваліфікувалася     | не кваліфікувалася     | не кваліфікувалася     | не кваліфікувалася     | не кваліфікувалася     |
| 2005   | не кваліфікувалася     | не кваліфікувалася     | не кваліфікувалася     | не кваліфікувалася     | не кваліфікувалася     | не кваліфікувалася     | не кваліфікувалася     | не кваліфікувалася     | не кваліфікувалася     |
| 2007   | 1/8 фіналу             | 15-е                   | 4                      | 1                      | 0                      | 3                      | 4                      | 5                      | -1                     |
| 2009   | не кваліфікувалася     | не кваліфікувалася     | не кваліфікувалася     | не кваліфікувалася     | не кваліфікувалася     | не кваліфікувалася     | не кваліфікувалася     | не кваліфікувалася     | не кваліфікувалася     |
| 2011   | віце-чемпіон           | 2-е                    | 7                      | 4                      | 2                      | 1                      | 7                      | 3                      | +4                     |
| 2013   | 1/8 фіналу             | 11-е                   | 4                      | 2                      | 1                      | 1                      | 12                     | 7                      | +5                     |
| 2015   | чвертьфінали           | 6-е                    | 5                      | 4                      | 1                      | 0                      | 12                     | 2                      | +10                    |
| 2017   | чвертьфінали           | 7-е                    | 5                      | 2                      | 2                      | 1                      | 9                      | 7                      | +2                     |
| 2019   | груповий етап          | 17-е                   | 3                      | 1                      | 1                      | 1                      | 2                      | 3                      | -1                     |
| 2021   | не визначено           | не визначено           | не визначено           | не визначено           | не визначено           | не визначено           | не визначено           | не визначено           | не визначено           |
| Усього | 2 перемоги             | 2/12                   | 57                     | 31                     | 11                     | 15                     | 81                     | 50                     | +31                    |

### Турнір у Тулоні
| Рік    | Раунд          | Місце | І  | В  | Н  | П  | Г+  | Г- | РГ  |
| ------ | -------------- | ----- | -- | -- | -- | -- | --- | -- | --- |
| 1996   | третє місце    | 3-є   | 4  | 3  | 1  | 0  | 12  | 3  | +9  |
| 1997   | віце-чемпіон   | 2-е   | 5  | 2  | 2  | 1  | 7   | 4  | +3  |
| 1998   | третє місце    | 3-є   | 5  | 3  | 1  | 1  | 4   | 1  | +3  |
| 1999   | груповий етап  | 7-е   | 3  | 0  | 1  | 2  | 1   | 5  | -4  |
| 2000   | віце-чемпіон   | 2-е   | 5  | 1  | 4  | 0  | 7   | 4  | +3  |
| 2001   | чемпіон        | 1-е   | 5  | 5  | 0  | 0  | 12  | 5  | +7  |
| 2002   | груповий етап  | 7-е   | 4  | 0  | 3  | 1  | 1   | 2  | -1  |
| 2003   | чемпіон        | 1-е   | 5  | 4  | 0  | 1  | 11  | 2  | +9  |
| 2004   | груповий етап  | 5-е   | 3  | 1  | 1  | 1  | 3   | 3  | 0   |
| 2005   | віце-чемпіон   | 2-е   | 5  | 4  | 0  | 1  | 9   | 5  | +4  |
| 2006   | третє місце    | 3-є   | 5  | 2  | 2  | 1  | 3   | 1  | +2  |
| 2007   | четверте місце | 4-е   | 5  | 1  | 3  | 1  | 2   | 2  | 0   |
| 2011   | груповий етап  | 5-е   | 3  | 1  | 2  | 0  | 3   | 2  | +1  |
| 2013   | четверте місце | 4-е   | 5  | 2  | 1  | 2  | 8   | 8  | +0  |
| 2014   | третє місце    | 3-є   | 5  | 4  | 0  | 1  | 11  | 4  | +7  |
| 2016   | третє місце    | 3-є   | 5  | 3  | 1  | 1  | 7   | 2  | +5  |
| Усього | 2 перемоги     | 2/16  | 72 | 36 | 22 | 14 | 101 | 53 | +48 |